# Discografia lui Rick Ross

## Albume
| An   | Album           | Billboard 200 | U.S. Rap | U.S. R&B | Certificare RIAA | Vânzări în S.U.A |
| ---- | --------------- | ------------- | -------- | -------- | ---------------- | ---------------- |
| 2006 | Port of Miami   | 1             | 1        | 1        | Aur              | 500,000 +        |
| 2008 | Trilla          | 1             | 1        | 1        | Aur              | 645,059          |
| 2009 | Deeper Than Rap | -             | -        | -        |                  |                  |

## Colaborare pe alte albume
- „The H” (cu Birdman)
  - Lansare: December 2nd 2008
  - Label: Cash Money Records

## Soundtrack
- M.I. Yayo (DVD & CD)
  - Lansare: Martie 2008
  - Label: Maybach Music Group/Traffic Entertainment Group

## Compilații
- Rise to Power
  - Lansare: 18 septembrie 2007
  - Label: Suave House

## Single-uri

### Solo
| An   | Cântec                                 | U.S. Hot 100 | U.S. R&B | U.S. Rap | Album         |
| ---- | -------------------------------------- | ------------ | -------- | -------- | ------------- |
| 2006 | „Hustlin'”                             | 54           | 11       | 7        | Port of Miami |
| 2006 | „Push It”                              | 57           | 12       | 9        | Port of Miami |
| 2007 | „Speedin'” (feat R. Kelly)             | 121          | 53       | 65       | Trilla        |
| 2008 | „The Boss” (featuring T-Pain)          | 17           | 5        | 2        | Trilla        |
| 2008 | „Here I Am” (feat Avery Storm & Nelly) | 41           | 9        | 5        | Trilla        |

### Alături de alți artiști
| An   | Song                                                                                                 | U.S. Hot 100 | U.S. R&B | U.S. Rap | Album                 |
| ---- | --- | ------------ | -------- | -------- | --------------------- |
| 2002 | „Told Y'all” (Trina feat Rick Ross)                                                                  | -            | 64       | -        | Diamond Princess      |
| 2006 | „Holla at Me” (DJ Khaled feat Lil Wayne, Paul Wall, Fat Joe, Rick Ross & Pitbull)                    | 59           | 24       | 15       | Listennn... the Album |
| 2006 | „Born-n-Raised” (DJ Khaled feat Trick Daddy, Pitbull & Rick Ross)                                    | -            | 123      | -        | Listennn... the Album |
| 2006 | „Chevy Ridin' High” (Dre feat Rick Ross)                                                             | -            | 54       | -        | The Trunk             |
| 2006 | „On Some Real Shit” (Daz Dillinger feat Rick Ross)                                                   | -            | 90       | -        | So So Gangsta         |
| 2007 | „Make It Rain (Remix)” (Fat Joe feat R. Kelly, Lil Wayne, Birdman, Ace Mack, T.I. & Rick Ross)       | 13           | 6        | 2        | -                     |
| 2007 | „We Takin' Over” (DJ Khaled feat Akon, T.I., Rick Ross, Fat Joe, Birdman & Lil Wayne)                | 28           | 26       | 11       | We the Best           |
| 2007 | „Im So Hood” (DJ Khaled feat T-Pain, Trick Daddy, Rick Ross & Plies)                                 | 19           | 9        | 5        | We the Best           |
| 2007 | „Down in tha Dirty” (Ludacris feat Rick Ross & Bun B)                                                | -            | -        | -        | Strength in Numbers   |
| 2007 | „100 Million” (Birdman feat Rick Ross, Dre, Young Jeezy & Lil Wayne)                                 | 118          | 69       | -        | 5 * Stunna            |
| 2008 | „Lights Get Low” (Freeway feat Dre & Rick Ross)                                                      | -            | -        | -        | Free at Last          |
| 2008 | „Cash Flow” (Ace Hood feat Rick Ross & T-Pain)                                                       | 120          | 55       | -        | Gutta                 |
| 2008 | „Foolish” (Remix) (Shawty Lo feat Birdman, Rick Ross & Jim Jones)                                    | 102          | 29       | 13       | Units in the City     |
| 2008 | „Out Here Grindin” (DJ Khaled featuring Akon, Rick Ross, Plies, Lil Boosie, Ace Hood, & Trick Daddy) | 38           | 32       | 17       | We Global             |
| 2008 | „You're Everything” (Bun B feat Rick Ross, David Banner, 8Ball & MJG)                                | -            | 59       | -        | II Trill              |
| 2008 | „Beam Me Up” (Tay Dizm feat T-Pain & Rick Ross)                                                      | -            | 90       | -        | TBA                   |

## Alte colaborări
- 2005: „Bitches & Bizness” (Boyz N Da Hood feat. Rick Ross)
- 2005: „I Gotta” (Trina feat. Rick Ross)
- 2006: „Money Maker” (Too Short feat. Pimp C & Rick Ross)
- 2006: „Know What I'm Doin'” (Birdman & Lil Wayne feat. Rick Ross & T-Pain)
- 2006: „Watch Out” (DJ Khaled feat. Akon, Styles P, Fat Joe & Rick Ross)
- 2007: „I'm A Boss” (Cuntry Boi feat. Rick Ross & Slim Thug)
- 2007: „Roll On Em” (Chingy feat. Rick Ross)
- 2007: „Paper” (Boyz N Da Hood feat. Rick Ross)
- 2007: „Intro” (We The Best) (DJ Khaled feat. Rick Ross)
- 2007: „Brown Paper Bag” (DJ Khaled feat. Dre, Young Jeezy, Juelz Santana, Rick Ross, Lil' Wayne & Fat Joe)
- 2007: „Bitch I'm From Dade County” (DJ Khaled feat. Trick Daddy, Pitbull, Trina, Brisco, Rick Ross, Flo Rida, C-Ride & Dre)
- 2007: „I'm So Hood” (Remix) (DJ Khaled feat. T-Pain, Young Jeezy, Ludacris, Busta Rhymes, Big Boi, Lil' Wayne, Fat Joe, Birdman & Rick Ross)
- 2007: „Brand New” (Yung Joc feat. Snoop Dogg & Rick Ross)
- 2007: „The Dirty South” (Redd Eyezz feat. David Banner, Rick Ross & Brisco)
- 2007: „Cocaine” (UGK feat. Rick Ross)
- 2007: „Feds Takin' Pictures” (DJ Drama feat. Young Jeezy, Willie The Kid, Jim Jones, Rick Ross, Young Buck & T.I.)
- 2008: „Hoodtails” (Bizzy Bone feat. Rick Ross)
- 2008: „Hot Commodity” (Trina feat. Rick Ross)
- 2008: „Spotlight” (Remix) (Jennifer Hudson feat. Rick Ross)
- 2008: „For The Hood” (Remix) (Rob G feat. Rick Ross)
- 2008: „Put Ya Paper on It” (Bloodsport feat. Rick Ross)
- 2008: „Go Hard” (Vic Damone feat. Rick Ross)
- 2008: „I'm Rollin” (Rome feat. Rick Ross, C-Ride, Dre & Joe Hound)
- 2008: „Shone” (Remix) (Ball Greezy feat. Rick Ross)
- 2008: „Get It” (Charlie Hustle feat. Rick Ross & K.C.)
- 2008: „I Just Wanna” (BSU feat. Rick Ross, Brisco & Haitian Fresh)
- 2008: „Wipping The Bass” (Unsivilized feat. Rick Ross)
- 2008: „Put Em On The Line” (Diego feat. Rick Ross)
- 2008: „I'm So High” (Grind Mode feat. Rick Ross)
- 2008: „You See Da Boss” (Cash Crop feat. Rick Ross)
- 2008: „Singe Again” (Remix) (Trina feat. Rick Ross, Plies & Lil Wayne)
- 2008: „A Miracle” (Webbie feat. Rick Ross & Birdman)
- 2008: „In The Ayer” (Remix) (Flo Rida feat. Rick Ross & Brisco)
- 2008: „Touch My Body” (Tricky Remix) (Mariah Carey feat. Rick Ross & The-Dream)
- 2008: „Ecstasy” (Danity Kane feat. Rick Ross)
- 2008: „Activate” (Natasia Pena feat. Rick Ross)
- 2008: „Hustlin' Time” (Fuego feat. Rick Ross)
- 2008: „Died In Ya Arms” (Remix) (Smitty feat. T-Pain, Junior Reid & Rick Ross)
- 2008: „6 In The Morning” (Remix) (Sean Garrett feat. Rick Ross)
- 2008: „Curtain Call” (Nina Sky feat. Rick Ross)
- 2008: „U Ain't Him” (Nelly feat. Rick Ross)
- 2008: „Money Right” (Flo Rida feat. Brisco & Rick Ross)
- 2008: „Straight Out The Rarri” (Young Jeezy feat. Rick Ross)
- 2008: „Southern Gangster” (Ludacris feat. Rick Ross & Playaz Circle)
- 2008: „King Of The World” (Razah feat. Rick Ross & Bun B)
- 2009: „Dope Boys Dream” (Red Eyezz feat. Rick Ross & Bun B)

## Mixtape
- DJ Keyz & Rick Ross - The Rossfather 1 & 2
- Rick Ross & DJ Khaled - Trilla (The Mixtape)
- Rick Ross - 90 Going North
- Papoose & Rick Ross - Bad Boys
- Rick Ross & Young Jeezy - Best Of Both Hoods
- DJ Culture & Rick Ross & Junior Reid - Block Movement Vol.8 (Foreign Exchange)
- DJ Culture & Rick Ross - Block Movement Vol. 15 (The Streetz President)
- DJ Wally Sparks & Rick Ross - Cocaine Cowboys
- DJ DNA & Rick Ross - Hustlas BBQ (Industry Xposure)
- DJ Khaled & Rick Ross - MI Yayo
- Mike Prat & Worldwide Legacy & Rick Ross - Tha Boss Part 2
- Mick Boogie & Rick Ross - Rick The Ruler 1 & 2
- DJ Smallz & Rick Ross - Southern Smoke 28: Miami Heat
- DJ Victorious & Rick Ross -  Steal This CD Pt. 5 (Accept No Imitations)
- Rick Ross - Street Catalog
- DJ Spinatik & Rick Ross - Street Runners (The Trilla Edition)
- DJ EFX & Rick Ross - Before The Boss
- Rell & Rick Ross - Poe boy or po